# Liste der börsennotierten Schweizer Unternehmen
Diese Liste enthält alle an der Schweizer Börse SIX Swiss Exchange kotierten Unternehmen mit Haupt-Firmensitz in der Schweiz. 
Unternehmen, die durch Delisting, Fusion etc. von der Börse genommen wurden, sind nicht mehr aufgeführt. Unternehmen in Liquidation (i. L.) oder in Abwicklung (i. A.) bleiben in der Liste, solange ihre Anteile an der Börse handelbar sind.

## A
- ABB Ltd
- Achiko AG
- Addex Therapeutics Ltd
- Adval Tech Holding AG
- Aevis Victoria SA
- Airesis SA
- Alcon AG
- Allreal Holding AG
- Alpine Select AG
- Also Holding AG
- Aluflexpack AG
- APG SGA AG
- Arbonia AG
- Arundel AG
- Aryzta AG
- Ascom Holding AG
- Asmallworld AG
- Autoneum Holding AG

## B
- Bachem Holding AG
- Bâloise Holding AG
- Bank Linth LLB AG
- Banque Cantonale de Genève
- Banque Cantonale du Jura
- Banque Cantonale du Valais
- Banque Cantonale Vaudoise
- Banque Profil de Gestion SA
- Barry Callebaut AG
- Basellandschaftliche Kantonalbank
- Basilea Pharmaceutica AG
- Basler Kantonalbank
- BB Biotech AG
- BELIMO Holding AG
- Bell Food Group AG
- Bellevue Group AG
- Bergbahnen Engelberg-Trübsee-Titlis AG, BET
- Berner Kantonalbank
- BFW Liegenschaften AG
- BKW Energie AG
- Blackstone Resources AG
- Bobst Group SA
- Bossard Holding AG
- Bucher Industries AG
- Burckhardt Compression Holding AG
- Burkhalter Holding AG
- BVZ Holding AG

## C
- Calida Holding AG
- Carlo Gavazzi Holding AG
- Castle Alternative Invest AG
- Castle Private Equity AG
- Cembra Money Bank AG
- Chocoladefabriken Lindt & Sprüngli AG
- CI Com SA
- Cicor Group
- Clariant AG
- COLTENE Holding AG
- Comet Holding AG
- Compagnie Financière Richemont SA
- Compagnie Financière Tradition SA
- Conzzeta AG
- CPH Chemie + Papier Holding AG
- Crealogix Holding AG

## D
- Datacolor AG
- Dätwyler Holding AG
- DKSH Holding AG
- dormakaba Holding AG
- Dottikon ES Holding AG
- Dufry AG

## E
- Edisun Power Europe AG
- EEII AG
- EFG International AG
- Elma Electronic AG
- Emmi AG
- Ems-Chemie Holding AG
- Energiedienst Holding AG
- ENR Russia Invest SA
- Evolva AG

## F
- F. Hoffmann-La Roche AG
- Feintool International Holding AG
- Flughafen Zürich AG
- Forbo Holding AG
- Fundamenta Real Estate AG

## G
- Galderma S.A.
- Galenica AG
- GAM Holding AG
- Geberit AG
- Georg Fischer AG
- Givaudan SA
- Glarner Kantonalbank
- Graubündner Kantonalbank
- Groupe Minoteries SA
- Gurit Holding AG

## H
- HBM Healthcare Investments AG
- Helvetia Holding
- HIAG Immobilien Holding AG
- Highlight Event and Entertainment AG
- Hochdorf Holding AG
- Huber+Suhner AG
- Hypothekarbank Lenzburg

## I
- Idorsia Pharmaceuticals Ltd
- Implenia AG
- Ina Invest AG
- Inficon
- Interroll Holding AG
- Intershop Holding AG
- Investis Holding SA
- IVF Hartmann Holding AG

## J
- Julius Bär Gruppe AG
- Jungfraubahn Holding AG

## K
- Kardex Group
- Klingelnberg AG
- Komax Holding AG
- Kudelski S.A.
- Kühne + Nagel International AG
- Kuros Biosciences AG

## L
- LafargeHolcim Ltd.
- Lalique Group SA
- Landis+Gyr AG
- Leclanché S.A.
- Lem Holding SA
- Leonteq AG
- Logitech international S.A.
- Lonza Group AG
- Luzerner Kantonalbank AG

## M
- MCH Group AG
- Medacta International
- Medartis AG
- Meier Tobler Group AG
- METALL ZUG AG
- Meyer Burger Technology AG
- Mikron Gruppe
- mobilezone holding ag
- Mobimo Holding AG
- Molecular Partners AG

## N
- Nebag
- Nestlé S.A.
- Novartis AG
- Novavest Real Estate AG

## O
- ObsEva SA
- OC Oerlikon Corporation AG
- Orascom Development Holding AG
- Orell Füssli Holding AG
- Orior AG

## P
- Pargesa Holding SA
- Partners Group Holding AG
- Peach Property Group AG
- Perfect Aviation SA
- Perrot Duval Holding SA
- Phoenix Mecano AG
- Plazza AG
- Poenina Holding
- Polyphor Ltd
- Private Equity Holding AG
- PSP Swiss Property

## R
- Relief Therapeutics
- Rieter Holding AG
- Romande Energie Holding SA

## S
- Santhera Pharmaceuticals Holding AG
- Schaffner Group
- Schindler Holding AG
- Schlatter Holding AG
- Schweiter Technologies AG
- Schweizerische Nationalbank
- Schweizerische Rückversicherungs-Gesellschaft
- Sensirion
- SF Urban Properties AG
- SFS Group AG
- SGS SA
- Siegfried Holding AG
- SIG Combibloc Services AG
- Sika AG
- SoftwareONE Holding AG
- Sonova Holding AG
- Spice Private Equity Ltd
- St.Galler Kantonalbank
- Stadler Rail AG
- Starrag Group Holding AG
- Straumann Holding AG
- Sulzer AG
- Sunrise Communications AG
- Swiss Life Holding AG
- Swiss Prime Site AG
- Swisscom AG
- Swissquote Bank AG
- Swiss Steel Holding AG

## T
- Talenthouse AG
- Tecan Group AG
- TEMENOS Group AG
- The Adecco Group (Adecco Group AG)
- The Native SA
- The Swatch Group AG
- Thurgauer Kantonalbank
- Tornos Holding AG
- TX Group AG

## U
- u-blox Holding AG
- UBS Group AG

## V
- V-Zug AG
- Valartis Group AG
- Valiant Bank AG
- Valora Holding AG
- Varia US Properties AG
- VAT Group AG
- Vaudoise Versicherungen
- Vetropack Holding AG
- Vifor Pharma AG
- Villars Holding S.A.
- Von Roll Holding AG
- Vontobel Holding AG
- VZ Holding AG

## W
- Warteck Invest AG
- WISeKey

## Y
- Ypsomed Holding AG

## Z
- Zehnder Group AG
- Züblin Immobilien Holding AG
- Zug Estates Holding AG
- Zuger Kantonalbank
- Zur Rose Group AG
- Zurich Insurance Group AG
- Zwahlen et Mayr S.A.